# Песто алла трапанезе

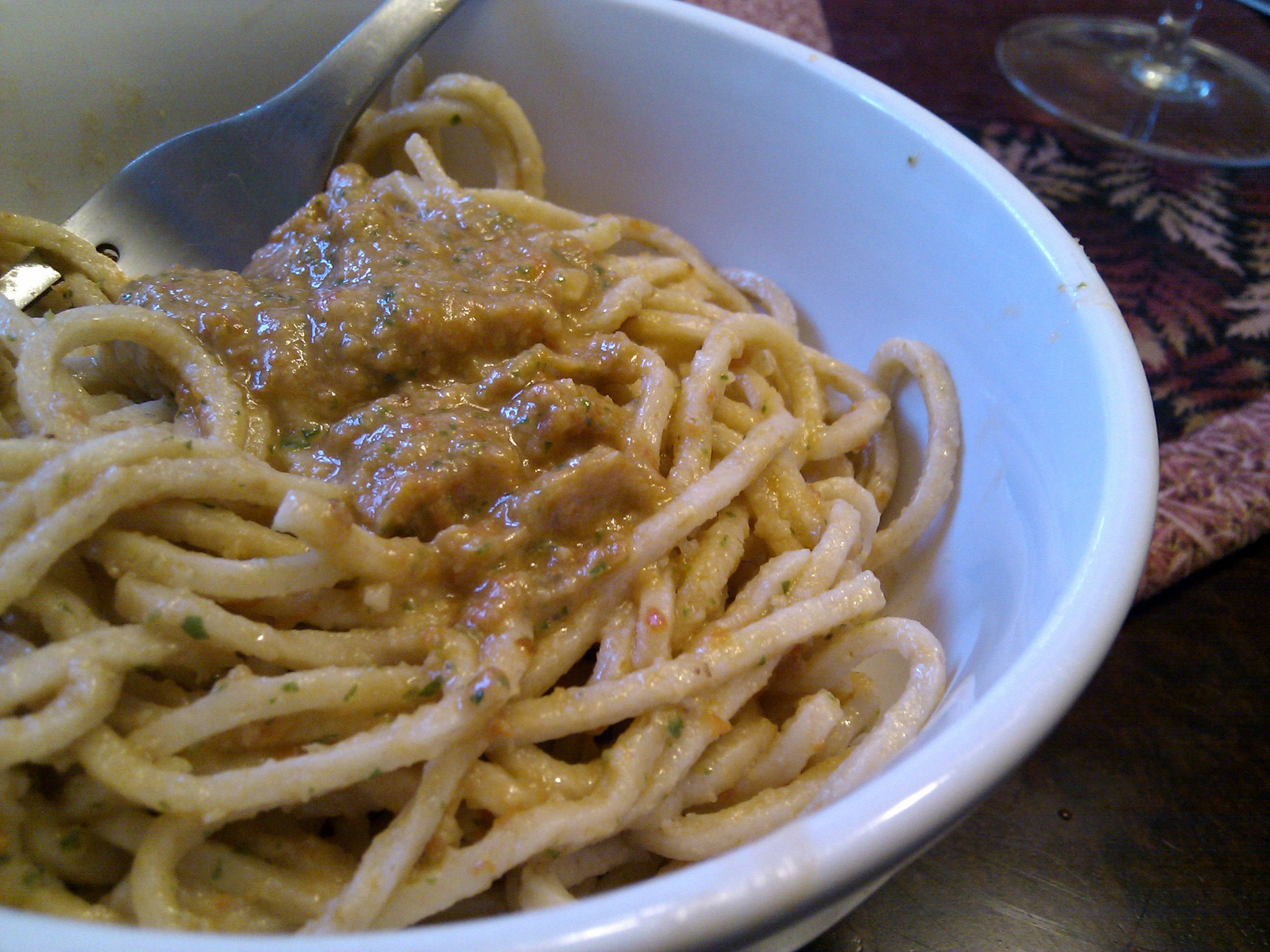
Паста з pesto alla trapanese

Песто алла трапанезе (італ. Pesto alla trapanese; італійською: [ˈpesto alla trapaˈneːze]) — сицилійський варіант песто, типовий для провінції Трапані. Це песто також відоме як pesto trapanese і pesto alla siciliana (італійською: [ˈpesto alla sitʃiˈljaːna]), а також як pasta cull'agghia сицилійською мовою. Готується з часнику, базиліка, мигдалю, тертого pecorino siciliano, помідори, сіль і чорний перець, і об'єднані з оливковою олією першого віджиму.
Блюдо було введено в давні часи генуєзькими кораблями, які йшли зі сходу та зупинялися в порту Трапані, які принесли традицію agliata, різновиду соусу песто на основі часнику та волоських горіхів, який потім розробили моряки Трапані з продуктів їхньої землі, зокрема помідорів і мигдалю.
«Busiati з pesto trapanese" внесено до списку prodotto agroalimentare tradizionale (PAT) Міністерства сільськогосподарської, продовольчої та лісової політики Італії.